# México en la Copa América
La Selección de fútbol de México ha estado presente en once ediciones de la Copa América, siendo el representativo nacional ajeno a CONMEBOL con más certámenes disputados. En las once participaciones del seleccionado, en ocho ocasiones clasificó a los cuartos de final, en cinco alcanzó las semifinales, mientras que en solo dos oportunidades llegó a la final. La mejor presentación de México en un certamen continental fue precisamente cuando alcanzó el duelo definitivo por el título y finalizó como subcampeón en las ediciones de Ecuador 1993 y Colombia 2001. En cuanto a resultados, el marcador más abultado obtenido fue el 6:0 sobre Paraguay en la edición de Venezuela 2007.
La selección de México se encuentra en la décima posición general de la clasificación histórica de este certamen, por encima de uno de los cuadros tradicionales en la competencia: Venezuela. Hasta la Copa América 2024 ha disputado 51 partidos, en los cuáles ha obtenido 20 victorias, 14 empates y 17 derrotas; en cuanto a goles se refiere, ha marcado 67 goles y recibido 63.
En el apartamento de goleo individual, Luis Hernández con sus nueve anotaciones es el máximo goleador mexicano en este torneo, mientras que en cuanto al número de encuentros, Claudio Suárez lidera la lista con veintidós apariciones. También destacan las seis participaciones del defensa Rafael Márquez, como el de mayor asistencias al torneo.

## Ecuador 1993
En 1991 se había oficializado la invitación formal de México para participar en la Copa América, el torneo más antiguo de selecciones nacionales en el mundo y el de mayor nivel en el continente. El debut se produciría en la edición de Ecuador 1993. Su primer juego fue el 16 de junio de 1993 enfrentando al representativo de Colombia, partido que perdió con marcador 2-1. El siguiente juego concluyó con empate (1-1) ante uno de los favoritos Argentina y cerraría la primera fase empatando a cero con Bolivia, paso a cuartos de final como uno de los mejores terceros lugares. Venció a Perú 4-2 el 27 de junio y en semifinales al país sede Ecuador 2-0 el 30 de junio permitiendo con esto pasar a la gran final en su debut. El 4 de julio disputaría la gran final ante Argentina, cayendo en un cerrado juego 2-1, en lo que hasta ese momento era la mejor actuación de una selección mexicana en competencias internacionales fuera del país.

### Primera fase
| Equipo    | Pts | PJ | PG | PE | PP | GF | GC | Dif |
| --------- | --- | -- | -- | -- | -- | -- | -- | --- |
| Colombia  | 5   | 3  | 1  | 2  | 0  | 4  | 3  | +1  |
| Argentina | 5   | 3  | 1  | 2  | 0  | 3  | 2  | +1  |
| México    | 2   | 3  | 0  | 2  | 1  | 2  | 3  | –1  |
| Bolivia   | 2   | 3  | 0  | 2  | 1  | 1  | 2  | –1  |

| 16 de junio de 1993 | Colombia                       | 2:1 (1:0) | México    | Estadio 9 de Mayo, Machala                               |                                                          |
|                     | Valencia 35' · Aristizábal 87' |           | 57' Zague | Asistencia: 20 000 espectadores Árbitro(s): Jorge Nieves | Asistencia: 20 000 espectadores Árbitro(s): Jorge Nieves |

| 20 de junio de 1993 | México     | 1:1 (1:1) | Argentina   | Estadio George Capwell, Guayaquil                                         |                                                                           |
|                     | Patiño 14' |           | 28' Ruggeri | Asistencia: 16 000 espectadores Árbitro(s): Juan Francisco Escobar Valdez | Asistencia: 16 000 espectadores Árbitro(s): Juan Francisco Escobar Valdez |

| 23 de junio de 1993 | México | 0:0 | Bolivia | Estadio Reales Tamarindos, Portoviejo                    |  |
|                     |        |     |         | Asistencia: 20 000 espectadores Árbitro(s): Jorge Nieves |  |

### Cuartos de final
| 27 de junio de 1993 | México                                              | 4:2 (3:0) | Perú                               | Estadio Olímpico Atahualpa, Quito                         |                                                           |
|                     | García Aspe 22' (pen.) 44' · Zague 43' · Patiño 49' |           | 55' (pen.) Del Solar · 82' Reynoso | Asistencia: 35 000 espectadores Árbitro(s): Iván Guerrero | Asistencia: 35 000 espectadores Árbitro(s): Iván Guerrero |

### Semifinal
| 30 de junio de 1993 | Ecuador | 0:2 (0:1) | México                    | Estadio Olímpico Atahualpa, Quito                         |                                                           |
|                     |         |           | 23' Sánchez · 54' Ramírez | Asistencia: 45 000 espectadores Árbitro(s): Iván Guerrero | Asistencia: 45 000 espectadores Árbitro(s): Iván Guerrero |

### Final
| 4 de julio de 1993 | Argentina         | 2:1 (0:0) | México      | Estadio Monumental, Guayaquil                              |                                                            |
|                    | Batistuta 63' 74' |           | 67' Galindo | Asistencia: 30 000 espectadores Árbitro(s): Marcio Rezende | Asistencia: 30 000 espectadores Árbitro(s): Marcio Rezende |

## Uruguay 1995
La segunda participación en el máximo torneo continental llega en Uruguay 1995, donde ahora compartiría grupo con el local Uruguay, Paraguay y Venezuela. Como en la edición anterior, México pasó a cuartos de final como uno de los mejores terceros lugares, luego de empatar a un tanto con el local, perder 2-1 con Paraguay y vencer 3-1 a Venezuela. Enfrentó a Estados Unidos; tras quedar el marcador empatado a 0 goles, México dejó el torneo al ser derrotados en la tanda de penales 4-2.

### Primera fase
| Equipo    | Pts | PJ | PG | PE | PP | GF | GC | Dif |
| --------- | --- | -- | -- | -- | -- | -- | -- | --- |
| Uruguay   | 7   | 3  | 2  | 1  | 0  | 6  | 2  | +5  |
| Paraguay  | 6   | 3  | 2  | 0  | 1  | 5  | 4  | +1  |
| México    | 4   | 3  | 1  | 1  | 1  | 5  | 4  | +1  |
| Venezuela | 0   | 3  | 0  | 0  | 3  | 4  | 10 | −6  |

| 6 de julio de 1995 | Paraguay                    | 2:1 (0:1) | México     | Estadio Domingo Burgueño Miguel, Maldonado              |                                                         |
|                    | Cardozo 63' · Samaniego 73' |           | García 44' | Asistencia: 5000 espectadores Árbitro(s): Alfredo Rodas | Asistencia: 5000 espectadores Árbitro(s): Alfredo Rodas |

| 9 de julio de 1995 | México                                      | 3:1 (1:0) | Venezuela         | Estadio Domingo Burgueño Miguel, Maldonado              |                                                         |
|                    | García 41' (pen.) 57' (pen.) · Espinoza 76' |           | 65' (a.g.) Campos | Asistencia: 700 espectadores Árbitro(s): Raúl Domínguez | Asistencia: 700 espectadores Árbitro(s): Raúl Domínguez |

| 13 de julio de 1995 | Uruguay       | 1:1 (0:0) | México     | Estadio Centenario, Montevideo                               |                                                              |
|                     | Saralegui 79' |           | 67' García | Asistencia: 10 000 espectadores Árbitro(s): Javier Castrilli | Asistencia: 10 000 espectadores Árbitro(s): Javier Castrilli |

### Cuartos de final
| 17 de julio de 1995 | Estados Unidos                       | 0:0 (4:1 p.)               | México                       | Estadio Parque Artigas, Paysandú                     |  |
|                     |                                      |                            |                              | Asistencia: 6500 espectadores Árbitro(s): Óscar Ruiz |  |
|                     |                                      | Tiros desde el punto penal |                              |                                                      |  |
|                     | Wynalda · Moore · Caligiuri · Klopas |                            | García · Hermosillo · Coyote |                                                      |  |

## Bolivia 1997
Bolivia 1997 sería la tercera participación de la Selección Mexicana. En esta ocasión comparte el grupo C con Brasil, Colombia y Costa Rica. Paso a la siguiente ronda como el segundo lugar del grupo, solo por debajo de Brasil, producto de un triunfo (2-1 a Colombia), un empate (1-1 con Costa Rica) y la derrota 3-2 ante los brasileños, luego de ir ganando 2-0 al medio tiempo. Enfrentaría a Ecuador en cuartos de final y lo vence 4-3 en penales (empate 1:1 en tiempo regular) con gran actuación del arquero Adolfo Ríos, pero es truncado su camino hacia la final al ser derrotado en semifinales por Bolivia con marcador de 3-1; no obstante se queda con el honroso tercer lugar al vencer 1-0 a Perú.

### Primera fase
| Equipo     | Pts | PJ | PG | PE | PP | GF | GC | Dif |
| ---------- | --- | -- | -- | -- | -- | -- | -- | --- |
| Brasil     | 9   | 3  | 3  | 0  | 0  | 10 | 2  | +8  |
| México     | 4   | 3  | 1  | 1  | 1  | 5  | 5  | 0   |
| Colombia   | 3   | 3  | 1  | 0  | 2  | 5  | 5  | 0   |
| Costa Rica | 1   | 3  | 0  | 1  | 2  | 2  | 10 | –8  |

| 13 de junio de 1997 | México           | 2:1 (2:0) | Colombia   | Estadio Ramón Tahuichi Aguilera, Santa Cruz                  |                                                              |
|                     | Hernández 7' 11' |           | 58' Ricard | Asistencia: 25 000 espectadores Árbitro(s): Horacio Elizondo | Asistencia: 25 000 espectadores Árbitro(s): Horacio Elizondo |

| 16 de junio de 1997 | Brasil                                               | 3:2 (0:2) | México            | Estadio Ramón Tahuichi Aguilera, Santa Cruz            |                                                        |
|                     | Aldair 47' · Camilo Romero 59' (a.g.) · Leonardo 77' |           | 13' 31' Hernández | Asistencia: 35 000 espectadores Árbitro(s): José Arana | Asistencia: 35 000 espectadores Árbitro(s): José Arana |

| 19 de junio de 1997 | México               | 1:1 (1:0) | Costa Rica  | Estadio Ramón Tahuichi Aguilera, Santa Cruz                      |                                                                  |
|                     | Hernández 14' (pen.) |           | 60' Medford | Asistencia: 15 000 espectadores Árbitro(s): Juan Carlos Paniagua | Asistencia: 15 000 espectadores Árbitro(s): Juan Carlos Paniagua |

### Cuartos de final
| 22 de junio de 1997 | México                                                 | 1:1 (1:1) (4:3 p.)         | Ecuador                                                        | Estadio Félix Capriles, Cochabamba                          |                                                             |
|                     | Blanco 17'                                             |                            | 6' (pen.) Capurro                                              | Asistencia: 15 000 espectadores Árbitro(s): Antônio Pereira | Asistencia: 15 000 espectadores Árbitro(s): Antônio Pereira |
|                     |                                                        | Tiros desde el punto penal |                                                                |                                                             |                                                             |
|                     | Hernández · Suárez · Blanco · Chávez · Villa · Sánchez |                            | Montaño · Capurro · De la Cruz · Graziani · Fernández · Rosero |                                                             |                                                             |

### Semifinal
| 25 de junio de 1997 | Bolivia                                    | 3:1 (2:1) | México     | Estadio Hernando Siles, La Paz                                |                                                               |
|                     | E. Sánchez 27' · Castillo 39' · Moreno 79' |           | 8' Ramírez | Asistencia: 40 000 espectadores Árbitro(s): Epifanio González | Asistencia: 40 000 espectadores Árbitro(s): Epifanio González |

### Tercer lugar
| 28 de junio de 1997 | México        | 1:0 (0:0) | Perú | Estadio Jesús Bermúdez, Oruro                               |                                                             |
|                     | Hernández 82' |           |      | Asistencia: 20 000 espectadores Árbitro(s): Paolo Borgosano | Asistencia: 20 000 espectadores Árbitro(s): Paolo Borgosano |

## Paraguay 1999
En Paraguay 1999 fue la cuarta participación de la Selección Mexicana, donde compartió el grupo B con Brasil, Chile y Venezuela. Con seis puntos (segundo lugar del grupo) pasó a la siguiente ronda enfrentando en cuartos de final a Perú, venciéndolo 4-2 en penales (empate 3:3). En semifinales enfrenta al equipo favorito para el título, el campeón mundial y continental, Brasil, quien lo derrota por marcador de 2-0. Nuevamente la actuación se cierra con la obtención del tercer lugar al vencer 2-1 a Chile.

### Primera fase
| Equipo    | Pts | PJ | G | E | P | GF | GC | DIF |
| --------- | --- | -- | - | - | - | -- | -- | --- |
| Brasil    | 9   | 3  | 3 | 0 | 0 | 10 | 1  | +9  |
| México    | 6   | 3  | 2 | 0 | 1 | 5  | 3  | +2  |
| Chile     | 3   | 3  | 1 | 0 | 2 | 3  | 2  | +1  |
| Venezuela | 0   | 3  | 0 | 0 | 3 | 1  | 13 | –12 |

| 30 de junio de 1999 | Chile | 0:1 (0:0) | México             | Estadio Antonio Oddone Sarubbi, Ciudad del Este |                              |
|                     |       |           | 59' Luis Hernández | Árbitro(s): Horacio Elizondo                    | Árbitro(s): Horacio Elizondo |

| 3 de julio de 1999 | Brasil                                 | 2:1 (2:0) | México             | Estadio Antonio Oddone Sarubbi, Ciudad del Este |                            |
|                    | Márcio Amoroso 20' · Alex de Souza 45' |           | 74' Isaac Terrazas | Árbitro(s): Gustavo Méndez                      | Árbitro(s): Gustavo Méndez |

| 6 de julio de 1999 | México                                        | 3:1 (3:0) | Venezuela            | Estadio Antonio Oddone Sarubbi, Ciudad del Este |                             |
|                    | Cuauhtémoc Blanco 21' 39' · Daniel Osorno 29' |           | 72' Gabriel Urdaneta | Árbitro(s): Bonifacio Núñez                     | Árbitro(s): Bonifacio Núñez |

### Cuartos de final
| 10 de julio de 1999 | Perú                                      | 3:3 (3:2) (2:4 p.)         | México                                 | Estadio Defensores del Chaco, Asunción |                             |
|                     | Palacios 6' · Pereda 15' · Solano 43'     |                            | 28' 33' (pen.) Hernández · 87' Torrado | Árbitro(s): Wilson de Souza            | Árbitro(s): Wilson de Souza |
|                     |                                           | Tiros desde el punto penal |                                        |                                        |                             |
|                     | Solano · Jorge Soto · José Soto · Reynoso |                            | Suárez · Terrazas · R. García · Zepeda |                                        |                             |

### Semifinal
| 14 de julio de 1999 | México | 0:2 (0:2) | Brasil                    | Estadio Antonio Oddone Sarubbi, Ciudad del Este |                          |
|                     |        |           | Amoroso 24' · Rivaldo 42' | Árbitro(s): Byron Moreno                        | Árbitro(s): Byron Moreno |

### Tercer lugar
| 18 de julio de 1999 | Chile           | 1:2 (0:1) | México                    | Estadio Defensores del Chaco, Asunción                       |                                                              |
|                     | R. Palacios 81' |           | 26' Palencia · 87' Zepeda | Asistencia: 30 000 espectadores Árbitro(s): Horacio Elizondo | Asistencia: 30 000 espectadores Árbitro(s): Horacio Elizondo |

## Colombia 2001
En Colombia 2001 por tercera vez consecutiva y en su quinta participación de la Selección Mexicana en la torneo continental, comparte grupo con Brasil, además de Perú y Paraguay. Llega a la segunda ronda al quedar (como en las últimas 2 ediciones) en el segundo lugar del grupo. Sin repetir el gran nivel de su histórico debut en 1993, nuevamente llega a la final dejando en el camino a Chile (2-0) en cuartos de final y en semifinales a Uruguay 2-1. Se queda con el subcampeonato al perder por mínima diferencia ante la selección local de Colombia.

### Primera fase
| Equipo   | Pts | PJ | PG | PE | PP | GF | GC | Dif |
| -------- | --- | -- | -- | -- | -- | -- | -- | --- |
| Brasil   | 6   | 3  | 2  | 0  | 1  | 5  | 2  | +3  |
| México   | 4   | 3  | 1  | 1  | 1  | 1  | 1  | 0   |
| Perú     | 4   | 3  | 1  | 1  | 1  | 4  | 5  | –1  |
| Paraguay | 2   | 3  | 0  | 2  | 1  | 4  | 6  | –2  |

| 12 de julio de 2001, 19:45 | Brasil | 0:1 (0:1) | México      | Estadio Olímpico Pascual Guerrero, Cali |                        |
|                            |        | Reporte   | 5' Borgetti | Árbitro(s): Óscar Ruiz                  | Árbitro(s): Óscar Ruiz |

| 15 de julio de 2001, 18:15 | Paraguay | 0:0     | México | Estadio Olímpico Pascual Guerrero, Cali |                            |
|                            |          | Reporte |        | Árbitro(s): Roger Zambrano              | Árbitro(s): Roger Zambrano |

| 18 de julio de 2001, 17:30 | Perú       | 1:0 (0:0) | México | Estadio Olímpico Pascual Guerrero, Cali |                         |
|                            | Holsen 48' | Reporte   |        | Árbitro(s): René Ortubé                 | Árbitro(s): René Ortubé |

### Cuartos de final
| 22 de julio de 2001, 15:00 | Chile | 0:2 (0:1) | México                    | Estadio Hernán Ramírez Villegas, Pereira |                          |
|                            |       | Reporte   | 17' Arellano · 78' Osorno | Árbitro(s): Carlos Simon                 | Árbitro(s): Carlos Simon |

### Semifinal
| 25 de julio de 2001, 19:45 | México                                | 2:1 (1:1) | Uruguay     | Estadio Hernán Ramírez Villegas, Pereira |                           |
|                            | Borgetti 14' · García Aspe 67' (pen.) | Reporte   | 32' Morales | Árbitro(s): Ángel Sánchez                | Árbitro(s): Ángel Sánchez |

### Final
| 29 de julio de 2001, 16:30 | Colombia       | 1:0 (0:0) | México | Estadio Nemesio Camacho El Campín, Bogotá                 |                                                           |
|                            | I. Córdoba 65' | Reporte   |        | Asistencia: 50 699 espectadores Árbitro(s): Ubaldo Aquino | Asistencia: 50 699 espectadores Árbitro(s): Ubaldo Aquino |

## Perú 2004
La edición de Perú 2004 fue la sexta participación de la Selección Mexicana en la Copa América. Compartió el grupo B con las selecciones de Argentina, Uruguay y Ecuador. Por primera vez, México pasa a la siguiente ronda como el primer lugar del grupo, al vencer por primera vez en duelo oficial a Argentina 1-0, a Ecuador 2-1 y empatar a dos tantos con Uruguay. Pero es derrotado en cuartos de final por Brasil 4-0.

### Primera fase
| Equipo    | Pts | PJ | PG | PE | PP | GF | GC | Dif |
| --------- | --- | -- | -- | -- | -- | -- | -- | --- |
| México    | 7   | 3  | 2  | 1  | 0  | 5  | 3  | +2  |
| Argentina | 6   | 3  | 2  | 0  | 1  | 10 | 4  | +6  |
| Uruguay   | 4   | 3  | 1  | 1  | 1  | 6  | 7  | –1  |
| Ecuador   | 0   | 3  | 0  | 0  | 3  | 3  | 10 | –7  |

| 7 de julio de 2004 | Uruguay                 | 2:2 (1:1) | México               | Estadio Elías Aguirre, Chiclayo                              |                                                              |
|                    | Bueno 43' · Montero 87' |           | 45'Osorio · 69'Pardo | Asistencia: 25 000 espectadores Árbitro(s): Gilberto Hidalgo | Asistencia: 25 000 espectadores Árbitro(s): Gilberto Hidalgo |

| 10 de julio de 2004 | México     | 1:0 (1:0) | Argentina | Estadio Elías Aguirre, Chiclayo                            |                                                            |
|                     | Morales 9' |           |           | Asistencia: 25 000 espectadores Árbitro(s): Márcio Rezende | Asistencia: 25 000 espectadores Árbitro(s): Márcio Rezende |

| 13 de julio de 2004 | México                        | 2:1 (2:0) | Ecuador        | Estadio Miguel Grau, Piura                                |                                                           |
|                     | Altamirano 26' · Bautista 42' |           | 71' A. Delgado | Asistencia: 21 000 espectadores Árbitro(s): Eduardo Lecca | Asistencia: 21 000 espectadores Árbitro(s): Eduardo Lecca |

### Cuartos de final
| 18 de julio de 2004 | México | 0:4 (0:1) | Brasil                                                   | Estadio Miguel Grau, Piura                             |                                                        |
|                     |        |           | 26' (pen.) Alex · 65' 78' Adriano · 87' Ricardo Oliveira | Asistencia: 22 000 espectadores Árbitro(s): Óscar Ruiz | Asistencia: 22 000 espectadores Árbitro(s): Óscar Ruiz |

## Venezuela 2007
La séptima participación de México en la cita continental sería fue en la Venezuela 2007. Compartió el grupo "B" con las selecciones de Brasil, Chile y Ecuador. El primer partido lo enfrentó con Brasil y sorprende con buen fútbol al vencerlo 2 goles a 0. Con resultados de 2 victorias y 1 empate, logró clasificar a la siguiente ronda en primer lugar de su grupo con 7 puntos, por debajo queda Brasil con 6 unidades. En Cuartos de final, derrota 6 goles a 0 a Paraguay (la mayor goleada de México en todas sus participaciones), posteriormente enfrenta en semifinales en la ciudad de Puerto Ordaz a Argentina en donde fue derrotado 3 goles a 0. En el partido por el tercer lugar, derrota 3 a 1 a Uruguay en el único encuentro disputado en Caracas.

### Primera fase
| Equipo  | Pts | PJ | PG | PE | PP | GF | GC | Dif |
| ------- | --- | -- | -- | -- | -- | -- | -- | --- |
| México  | 7   | 3  | 2  | 1  | 0  | 4  | 1  | +3  |
| Brasil  | 6   | 3  | 2  | 0  | 1  | 4  | 2  | +2  |
| Chile   | 4   | 3  | 1  | 1  | 1  | 3  | 5  | –2  |
| Ecuador | 0   | 3  | 0  | 0  | 3  | 3  | 6  | –3  |

| 27 de junio de 2007, 20:50 | Brasil | 0:2 (0:2) | México                     | Estadio Cachamay, Puerto Ordaz                             |                                                            |
|                            |        |           | 23' Castillo · 28' Morales | Asistencia: 45 000 espectadores Árbitro(s): Sergio Pezzota | Asistencia: 45 000 espectadores Árbitro(s): Sergio Pezzota |

| 1 de julio de 2007, 18:20 | México                   | 2:1 (1:0) | Ecuador    | Estadio Monumental, Maturín                             |                                                         |
|                           | Castillo 21' · Bravo 79' |           | 84' Méndez | Asistencia: 51 300 espectadores Árbitro(s): René Ortubé | Asistencia: 51 300 espectadores Árbitro(s): René Ortubé |

| 4 de julio de 2007, 18:35 | México | 0:0 | Chile | Estadio José Antonio Anzoátegui, Puerto La Cruz             |  |
|                           |        |     |       | Asistencia: 40 000 espectadores Árbitro(s): Carlos Amarilla |  |

### Cuartos de final
| 8 de julio de 2007, 16:05 | México                                                                            | 6:0 (3:0) | Paraguay | Estadio Monumental, Maturín                                 |                                                             |
|                           | Castillo 5' (pen.) 38' · Torrado 27' · Arce 79' · Blanco 87' (pen.) · Bravo 90+1' |           |          | Asistencia: 22 000 espectadores Árbitro(s): Sergio Pezzotta | Asistencia: 22 000 espectadores Árbitro(s): Sergio Pezzotta |

### Semifinal
| 11 de julio de 2007, 20:50 | México | 0:3 (0:1) | Argentina                                    | Estadio Cachamay, Puerto Ordaz                             |                                                            |
|                            |        |           | Heinze 44' · Messi 61' · Riquelme 66' (pen.) | Asistencia: 41 300 espectadores Árbitro(s): Carlos Chandía | Asistencia: 41 300 espectadores Árbitro(s): Carlos Chandía |

### Partido por el tercer lugar
| 14 de julio de 2007, 17:05 | Uruguay   | 1:3 (1:1) | México                                       | Estadio Olímpico de la UCV, Caracas                          |                                                              |
|                            | Abreu 22' |           | 38' (pen.) Blanco · 67' Bravo · 75' Guardado | Asistencia: 30 000 espectadores Árbitro(s): Mauricio Reinoso | Asistencia: 30 000 espectadores Árbitro(s): Mauricio Reinoso |

## Argentina 2011
En su octava participación, la Selección Mexicana se vio representada por una selección Sub-22 dirigida por Luis Fernando Tena (reforzada con cinco elementos mayores a esta edad: Paul Aguilar, Rafael Márquez Lugo, Luis Ernesto Michel, Oribe Peralta y Héctor Reynoso), ya que el seleccionado mayor estaba participando en la Copa de Oro 2011 por disposición de la CONCACAF. Previo al torneo, este combinado se vio envuelto en un escándalo en un hotel de Ecuador, donde algunos jugadores ingresaron con prostitutas a las habitaciones; ocho jugadores (entre ellos, Marco Fabián y Jonathan dos Santos) fueron sancionados con su separación del plantel y por tanto, del torneo. Con un cuadro disminuido por estas ausencias, México encaró el grupo C con las selecciones de Uruguay, Chile y Perú, quienes llevaban a sus representativos mayores. Los resultados no fueron favorables y perdió los tres encuentros: 1-2 ante Chile (el tanto mexicano lo convirtió Néstor Araujo, a la postre el único del torneo), 0-1 con Perú y 0-1 con Uruguay (quien terminaría como campeón de la Copa). Por primera vez, México se quedaba en la primera fase de la justa continental y sin puntos obtenidos.

### Primera fase
| Equipo  | Pts | PJ | PG | PE | PP | GF | GC | Dif |
| ------- | --- | -- | -- | -- | -- | -- | -- | --- |
| Chile   | 7   | 3  | 2  | 1  | 0  | 4  | 2  | +2  |
| Uruguay | 5   | 3  | 1  | 2  | 0  | 3  | 2  | +1  |
| Perú    | 4   | 3  | 1  | 1  | 1  | 2  | 2  | 0   |
| México  | 0   | 3  | 0  | 0  | 3  | 1  | 4  | –3  |

| 4 de julio de 2011, 21:45 | Chile                   | 2:1 (0:1) | México     | Estadio San Juan del Bicentenario, San Juan           |                                                       |
|                           | Paredes 67' · Vidal 72' |           | 41' Araujo | Asistencia: 25 000 espectadores Árbitro(s): Juan Soto | Asistencia: 25 000 espectadores Árbitro(s): Juan Soto |

| 8 de julio de 2011, 21:45 | México | 0:1 (0:0) | Perú         | Estadio Malvinas Argentinas, Mendoza                        |                                                             |
|                           |        |           | 82' Guerrero | Asistencia: 10 000 espectadores Árbitro(s): Sergio Pezzotta | Asistencia: 10 000 espectadores Árbitro(s): Sergio Pezzotta |

| 12 de julio de 2011, 21:45 | Uruguay        | 1:0 (1:0) | México | Estadio Ciudad de La Plata, La Plata                    |                                                         |
|                            | Á. Pereira 14' |           |        | Asistencia: 30 000 espectadores Árbitro(s): Raúl Orosco | Asistencia: 30 000 espectadores Árbitro(s): Raúl Orosco |

## Chile 2015
Luego de su actuación en Brasil 2014, Miguel Herrera permaneció al frente del equipo con el objetivo de cumplir todo el denominado proceso mundialista, lo que incluiría en el año 2015 dirigir la Copa América Chile 2015 y la Copa Oro 2015. Tal como ocurrió cuatro años atrás, la selección se vio imposibilitada para acudir al torneo sudamericano con un plantel más competitivo. Entre otras razones por la petición expresa de Concacaf para acudir al torneo de la zona con los elementos de mayor nivel; la negación de clubes europeos, en algunos casos, para que sus jugadores participaran en dos torneos, especialmente si no era el del área (único de obligatoriedad por los reglamentos de FIFA) y el interés económico de la propia federación, no solo en el evento de Concacaf, sino en la obtención del título que permitiera el pase al «play off» eliminatorio contra Estados Unidos para clasificar a la Copa Confederaciones 2017; evento que permite un mayor ingreso económico por concepto de comercialización.
Ante todo ello, el equipo dirigido por Miguel Herrera se formó de jugadores mayoritariamente del torneo local y las incorporaciones de Raúl Jiménez y Jesús Manuel Corona, jugadores que militaban en el extranjero (El único elemento que participaría en las dos competencias).
El juego de debut ante Bolivia concluyó con empate a cero, posteriormente en una buena exhibición el equipo pudo empatar contra el local Chile a tres tantos, con anotaciones de Raúl Jiménez y el argentino naturalizado mexicano Matías Vuoso. Finalmente el equipo quedó eliminado en la primera ronda al caer con Ecuador 2-1, terminando con ello en el penúltimo lugar del certamen.

### Primera fase
| Selección | Pts. | PJ | PG | PE | PP | GF | GC | Dif |
| --------- | ---- | -- | -- | -- | -- | -- | -- | --- |
| Chile     | 7    | 3  | 2  | 1  | 0  | 10 | 3  | +7  |
| Bolivia   | 4    | 3  | 1  | 1  | 1  | 3  | 7  | –4  |
| Ecuador   | 3    | 3  | 1  | 0  | 2  | 4  | 6  | –2  |
| México    | 2    | 3  | 0  | 2  | 1  | 4  | 5  | –1  |

| 12 de junio de 2015, 20:30               | México | 0:0     | Bolivia | Estadio Sausalito, Viña del Mar                             |                                                             |
|                                          |        | Reporte |         | Asistencia: 14 987 espectadores Árbitro(s): Enrique Cáceres | Asistencia: 14 987 espectadores Árbitro(s): Enrique Cáceres |
| Vídeo resumen oficial: México vs Bolivia |        |         |         |                                                             |                                                             |

| 15 de junio de 2015, 20:30             | Chile                             | 3:3 (2:2) | México                      | Estadio Nacional, Santiago                                       |                                                                  |
|                                        | Vidal 22' 55' (pen.) · Vargas 42' | Reporte   | Vuoso 21' 66' · Jiménez 29' | Asistencia: 45 583 espectadores Árbitro(s): Víctor Hugo Carrillo | Asistencia: 45 583 espectadores Árbitro(s): Víctor Hugo Carrillo |
| Vídeo resumen oficial: Chile vs México |                                   |           |                             |                                                                  |                                                                  |

| 19 de junio de 2015, 18:00 | México             | 1:2 (0:1) | Ecuador                    | Estadio El Teniente, Rancagua                           |                                                         |
|                            | Jiménez 64' (pen.) | Reporte   | Bolaños 26' · Valencia 56' | Asistencia: 11 051 espectadores Árbitro(s): José Argote | Asistencia: 11 051 espectadores Árbitro(s): José Argote |

## Estados Unidos 2016
Ya bajo la dirección técnica del colombiano Juan Carlos Osorio, el equipo inició de manera exitosa su participación en la eliminatoria mundialista al clasificarse al hexagonal final en la jornada cuatro de la ronda semifinal, luego de cuatro triunfos. Al tiempo que con una serie de partidos amistosos (y contemplando los últimos duelos de Herrera y los de Ferretti) hilvanaba una destacada racha de partidos sin derrota, sumando únicamente victorias y sin recibir gol; lo que independientemente de los estilos o niveles de juego, generó una alta expectativa de cara a la Copa América Centenario, la primera que el representativo mexicano encararía con su cuadro estelar desde 2007 (recordando las restricciones que hubo en 2011 y 2015). 
Las expectativas se realzaron al continuar las rachas positivas, que se volvieron históricas, durante la primera fase al vencer a Uruguay y Jamaica, y empatar con Venezuela. Sin embargo, una abrupta caída se escenificó en el partido de cuartos de final ante el campeón vigente Chile, en el Levi's Stadium de Santa Clara, California, al caer derrotado 7-0, en la que fue la peor goleada en torneos oficiales en la historia de la selección, y solo superada en general por la derrota 8-0 frente a Inglaterra en un amistoso disputado en el mítico Estadio Wembley en 1961.

### Primera fase
| Selección | Pts. | PJ | PG | PE | PP | GF | GC | Dif |
| --------- | ---- | -- | -- | -- | -- | -- | -- | --- |
| México    | 7    | 3  | 2  | 1  | 0  | 6  | 2  | +4  |
| Venezuela | 7    | 3  | 2  | 1  | 0  | 3  | 1  | +2  |
| Uruguay   | 3    | 3  | 1  | 0  | 2  | 4  | 4  | 0   |
| Jamaica   | 0    | 3  | 0  | 0  | 3  | 0  | 6  | –6  |

| 5 de junio de 2016, 17:00 (UTC-7) | México                                             | 3:1 (1:0) | Uruguay   | Estadio Universidad Phoenix, Glendale                       |                                                             |
|                                   | Á. Pereira 3' (a.g.) · Márquez 85' · Herrera 90+1' | Reporte   | 74' Godín | Asistencia: 60 025 espectadores Árbitro(s): Enrique Cáceres | Asistencia: 60 025 espectadores Árbitro(s): Enrique Cáceres |

| 9 de junio de 2016, 19:00 (UTC-7) | México                      | 2:0 (1:0) | Jamaica | Estadio Rose Bowl, Pasadena                                |                                                            |
|                                   | Hernández 17' · Peralta 80' | Reporte   |         | Asistencia: 83 263 espectadores Árbitro(s): Wilton Sampaio | Asistencia: 83 263 espectadores Árbitro(s): Wilton Sampaio |

| 13 de junio de 2016, 19:00 (UTC-5) | México     | 1:1 (0:1) | Venezuela     | Estadio NRG, Houston                                       |                                                            |
|                                    | Corona 80' | Reporte   | 10' Velázquez | Asistencia: 67 319 espectadores Árbitro(s): Yadel Martínez | Asistencia: 67 319 espectadores Árbitro(s): Yadel Martínez |

### Cuartos de final
| 18 de junio de 2016, 19:00 (UTC-7) | México | 0:7 (0:2) | Chile                                               | Levi's Stadium, Santa Clara                             |                                                         |
|                                    |        | Reporte   | 15' 87' Puch · 43' 52' 57' 73' Vargas · 48' Sánchez | Asistencia: 70 547 espectadores Árbitro(s): Héber Lopes | Asistencia: 70 547 espectadores Árbitro(s): Héber Lopes |

## Estados Unidos 2024

### Primera fase
| Equipo    | Pts. | PJ | PG | PE | PP | GF | GC | Dif. |
| --------- | ---- | -- | -- | -- | -- | -- | -- | ---- |
| Venezuela | 9    | 3  | 3  | 0  | 0  | 6  | 1  | 5    |
| Ecuador   | 4    | 3  | 1  | 1  | 1  | 4  | 3  | 1    |
| México    | 4    | 3  | 1  | 1  | 1  | 1  | 1  | 0    |
| Jamaica   | 0    | 3  | 0  | 0  | 3  | 1  | 7  | –6   |

| 22 de junio   | México      | 1:0 (0:0) | Jamaica | NRG Stadium, Houston                                                              |                                                                                   |
| 20:00 (UTC-5) | Arteaga 69' | Reporte   |         | Asistencia: 53 763 espectadores Árbitro(s): Ismail Elfath VAR: Armando Villarreal | Asistencia: 53 763 espectadores Árbitro(s): Ismail Elfath VAR: Armando Villarreal |

| 26 de junio | Venezuela         | 1:0 (0:0) | México | SoFi Stadium, Inglewood                                                        |                                                                                |
| 18:00 (UTC-7) | Rondón 57' (pen.) | Reporte   |        | Asistencia: 72 773 espectadores Árbitro(s): Raphael Claus VAR: Pablo Gonçalves | Asistencia: 72 773 espectadores Árbitro(s): Raphael Claus VAR: Pablo Gonçalves |
| Venezuela rompió una mala racha de ser la única selección de la Conmebol en no ganarle a México en la historia de la Copa América. |                   |           |        |                                                                                |                                                                                |

| 30 de junio   | México | 0:0     | Ecuador | State Farm Stadium, Glendale                                                 |                                                                              |
| 17:00 (UTC-7) |        | Reporte |         | Asistencia: 62 565 espectadores Árbitro(s): Mario Escobar VAR: Silvio Trucco | Asistencia: 62 565 espectadores Árbitro(s): Mario Escobar VAR: Silvio Trucco |

## Balance general
| Edición             | Resultado        | Posición     | PJ           | PG           | PE           | PP           | GF           | GC           | Dif.         | Pts.         | Rend.        | Goleador                                                    |
| ------------------- | ---------------- | ------------ | ------------ | ------------ | ------------ | ------------ | ------------ | ------------ | ------------ | ------------ | ------------ | ----------------------------------------------------------- |
| 1916 - 1991         | No participó     | No participó | No participó | No participó | No participó | No participó | No participó | No participó | No participó | No participó | No participó | No participó                                                |
| Ecuador 1993        | Subcampeón       | 2.º          | 6            | 2            | 2            | 2            | 9            | 7            | 2            | 6            | 50 %         | Zague, Patiño y García Aspe: 2                              |
| Uruguay 1995        | Cuartos de final | 7.º          | 4            | 1            | 2            | 1            | 5            | 4            | 1            | 5            | 41.6 %       | Luis García: 4                                              |
| Bolivia 1997        | Tercer lugar     | 3.º          | 6            | 2            | 2            | 2            | 8            | 9            | –1           | 8            | 44.4 %       | Luis Hernández: 6                                           |
| Paraguay 1999       | Tercer lugar     | 3.º          | 6            | 3            | 1            | 2            | 10           | 9            | 1            | 10           | 55.5 %       | Luis Hernández: 3                                           |
| Colombia 2001       | Subcampeón       | 2.º          | 6            | 3            | 1            | 2            | 5            | 3            | 2            | 10           | 55.5 %       | Jared Borgetti: 2                                           |
| Perú 2004           | Cuartos de final | 6.º          | 4            | 2            | 1            | 1            | 5            | 7            | –2           | 7            | 58.3 %       | Osorio, Pardo, Altamirano, Bautista y Morales: 1            |
| Venezuela 2007      | Tercer lugar     | 3.º          | 6            | 4            | 1            | 1            | 13           | 5            | 8            | 13           | 72.2 %       | Nery Castillo: 4                                            |
| Argentina 2011      | Primera fase     | 12.º         | 3            | 0            | 0            | 3            | 1            | 4            | –3           | 0            | 0 %          | Néstor Araujo: 1                                            |
| Chile 2015          | Primera fase     | 11.º         | 3            | 0            | 2            | 1            | 4            | 5            | –1           | 2            | 22.2 %       | Vuoso y Jiménez: 2                                          |
| Estados Unidos 2016 | Cuartos de final | 7.º          | 4            | 2            | 1            | 1            | 6            | 9            | –3           | 7            | 58.3 %       | 6 jugadoresMárquez, Herrera, Hernández, Peralta y Corona: 1 |
| Brasil 2019         | No participó     | No participó | No participó | No participó | No participó | No participó | No participó | No participó | No participó | No participó | No participó | No participó                                                |
| Brasil 2021         | No participó     | No participó | No participó | No participó | No participó | No participó | No participó | No participó | No participó | No participó | No participó | No participó                                                |
| Estados Unidos 2024 | Primera fase     | 9.º          | 3            | 1            | 1            | 1            | 1            | 1            | 0            | 4            | 44.4 %       | Gerardo Arteaga: 1                                          |
| Total               | 11/48            | 10.º         | 51           | 20           | 14           | 17           | 67           | 63           | +4           | 72           | 47.8 %       | Luis Hernández: 9                                           |

### Tabla estadística
| #  | Equipo    | Títulos | Part. | Puntos | PJ  | PG | PE | PP | GF  | GC  | Dif. |
| -- | --------- | ------- | ----- | ------ | --- | -- | -- | -- | --- | --- | ---- |
| 9  | Ecuador   | 0       | 29    | 74     | 126 | 16 | 26 | 84 | 134 | 327 | –193 |
| 10 | México    | 0       | 10    | 70     | 48  | 19 | 13 | 16 | 66  | 62  | +4   |
| 11 | Venezuela | 0       | 19    | 41     | 70  | 8  | 17 | 45 | 52  | 180 | –128 |

### Máximos goleadores
| Jugador                                   | Goles | Partidos | Promedio |
| ----------------------------------------- | ----- | -------- | -------- |
| Luis Hernández                            | 9     | 12       | 0.75     |
| Cuauhtémoc Blanco                         | 5     | 15       | 0.33     |
| Nery Castillo                             | 4     | 6        | 0.67     |
| Luis García                               | 4     | 10       | 0.40     |
| Omar Bravo                                | 3     | 6        | 0.50     |
| Alberto García Aspe                       | 3     | 18       | 0.16     |
| Última actualización: 30 de junio de 2024 |       |          |          |

### Más encuentros
| Claudio Suárez                            | 1993, 1995, 1997, 1999, 2004       | 22 |
| Alberto García Aspe                       | 1993, 1995, 1999, 2001             | 18 |
| Gerardo Torrado                           | 1999, 2001, 2004, 2007             | 18 |
| Rafael Márquez                            | 1999, 2001, 2004, 2007, 2015, 2016 | 18 |
| Cuauhtémoc Blanco                         | 1997, 1999, 2007                   | 15 |
| Última actualización: 30 de junio de 2024 |                                    |    |

### Por rival
| Selección      | PJ | PG | PE | PP | GF | GC | Dif. | Rend.  |
| -------------- | -- | -- | -- | -- | -- | -- | ---- | ------ |
| Argentina      | 4  | 1  | 1  | 2  | 3  | 6  | -3   | 33,33% |
| Bolivia        | 3  | 0  | 2  | 1  | 1  | 3  | -2   | 16,66% |
| Brasil         | 6  | 2  | 0  | 4  | 6  | 11 | -5   | 33,33% |
| Chile          | 7  | 3  | 2  | 2  | 9  | 13 | -4   | 52,38% |
| Colombia       | 3  | 1  | 0  | 2  | 3  | 4  | -1   | 33,33% |
| Costa Rica     | 1  | 0  | 1  | 0  | 1  | 1  | 0    | 33,33% |
| Ecuador        | 6  | 3  | 2  | 1  | 8  | 5  | +3   | 83,33% |
| Estados Unidos | 1  | 0  | 1  | 0  | 0  | 0  | 0    | 33,33% |
| Jamaica        | 2  | 2  | 0  | 0  | 3  | 0  | +3   | 100%   |
| Paraguay       | 3  | 1  | 1  | 1  | 7  | 2  | +5   | 44,44% |
| Perú           | 5  | 2  | 1  | 2  | 8  | 7  | +1   | 46,66% |
| Uruguay        | 6  | 3  | 2  | 1  | 11 | 7  | +4   | 53,33% |
| Venezuela      | 4  | 2  | 1  | 1  | 7  | 4  | +3   | 77%    |
| Total          | 51 | 20 | 14 | 17 | 67 | 63 | +4   | 47%    |